# Милорад Јованчевић
Милорад Јованчевић (Долац, код Берана, 1919 — Бугојно, 20. јул 1942), учесник Народноослободилачке борбе и народни херој Југославије.

## Биографија
Рођен је 1919. године у селу Долац, код Берана. Члан СКОЈ-а од 1935, а члан КПЈ од 1937. године. Када је избила провала у Партији, емигрирао је за Албанију у друштву Милана Куча, Милоша Пајковића, Миливоја Мићовића, Саве Јоксимовића, Радомира Јованчевића, Вуксана Цемовића и Светозара Поповића. Југославенску војску је одслужио је 1937/38. године.
Организатор је устанка и прикупљања оружја и муниције за устанак. Истиче се у борби на устанак на Беране и успостављање реда у ослобођеним Беранама, као и у борби на Цмиљевици. Тада су он и Бранко Вељић заузели шиптарски бункер и тиме омогућили напредовање Долачке чете којом командује Милисав-Мишан Јованчевић, а фронтом Павле Ђуришић. Припадник је НОП-а од устаничких дана, Комског одреда и Партизанског батаљона „Милош Малишић“. Учесник је Пљеваљске битке и свих борби које води батаљон „Милош Малишић“ на Лубницама, када му од мраза и велике хладноће од -30 степени, није опалила пушка. У каснијим борбама које води Санџачки одред, којим командује Велимир Терзић по Санџаку, око Мојковца и олашина, рањен је у руку (десна рука сломљена у лакту) у борби са четницима.
У Четврту Црногорску пролетерску бригаду ступа на дан њеног формирања, 16. јуна 1942. године у четврти Комски батаљон у I чету. Пошто није мога да рукује пушком, због рањене руке, у борбе је ишао са пиштољем и бомбама. Истиче се на прелазу пруге Сарајево-Мостар у борби са усташама. Љубо Анђелић, у рату комесар батаљона у ком је Милорад био, у књизи „Ливањска легенда“, описује његову херојску погибију 20. јула 1942. године, на Бугојну, када је први примијетио усташку сатнију-чету и из пиштоља, јер су били веома близу у шуми, убија двојицу усташа, а међу њима и сатника и успјева да баци бомбу на њих. Усташе, ни мртвом Милораду нијесу остали дужни, па њему и Даници Перовић болничарки која је потрчала да га рањеног спашава, одцијецају главе.
Посмртни остаци су му пренесени и сахрањени у гробницу бораца на Горици, Титоград, 1959. године уз све војне почасти.
Указом Президијума Народне скупштине Федеративне Народне Републике Југославије, 20. децембра 1951. године, проглашен је за народног хероја.
Милорадовој мајци Ради предат је Указ о проглашењу за народног хероја, 20. јула 1952. године. Ова предаја организована је под покровитељством сељачке радне задруге „Нови живот“, а предат је у згради основне школе, од стране Среског руководства комитета и народне власти Иванграда.